# クリス・ロウ
クリス・ロウ (Chris Lowe、1959年10月4日 - )は、イギリス出身のミュージシャン。イギリスのポップ・デュオ、
ペット・ショップ・ボーイズのキーボーディスト。出生名はクリストファー・ショーン・ロウ (Christopher Sean Lowe)。